# Romeo Castelen
Romeo Castelen (Paramaribo, 3 maggio 1983) è un procuratore sportivo ed ex calciatore olandese, di ruolo attaccante.

## Biografia
Nato in Suriname, si è trasferito con la famiglia, come molti suoi connazionali, nei Paesi Bassi.

## Carriera

### Club

#### Inizi e carriera precoce
Nel 2001, a 17 anni, ha esordito in Eerste Divisie con l'ADO Den Haag. Nel 2003, con la promozione dell'ADO, esordisce in Eredivisie. Nel 2004 viene messo sotto contratto dal Feyenoord, con cui totalizza 21 rei in 79 gare fra campionato e coppe.

#### Amburgo
Nel 2007 Castelen si trasferisce all'estero e firma per l'Amburgo. Il 18 settembre 2007 Castelen ha segnato nella gara di andata del primo Turno di Coppa UEFA contro il Litex Lovech la vittoria per 1-0.

#### Sei mesi Russia e ritorno nei Paesi Bassi
Nel febbraio 2013, dopo un lungo periodo di tempo trascorso senza squadra,si accorda con il club di prima divisione russa Volga Nizhniy Novgorod, con una curiosa formula che prevede il pagamento a minuti giocati, "Se Romeo non giocherà nessuna partita, non riceverà neanche un rublo" ha riportato "Sport Express". Con il club russo disputa solo due partite. Nell'estate del 2013 da svincolato passa al RKC Waalwijk.

#### Australia, Corea del Sud e Cina
Nell'estate 2014 firma un contratto biennale con il club australiano del Sydney Wanderers FC.
Nel luglio 2016 si trasferisce in Corea del Sud nelle file del Suwon Samsung Bluewings; il 12 gennaio 2017 viene ufficializzato il suo ingaggio dal club cinese del Zhejiang Yiteng.

### Nazionale
Il 18 agosto 2004 è sceso per la prima volta in campo con la maglia della Nazionale maggiore. Ha fatto parte della Nazionale olandese agli Europei Under-21 2006 in Portogallo, vinti proprio dagli oranje: con Klaas-Jan Huntelaar e Daniël de Ridder ha formato il tridente offensivo dei giovani tulipani.

## Statistiche

### Presenze e reti nei club
| Stagione | Club         | Campionato     | Pres. | Reti |
| -------- | ------------ | -------------- | ----- | ---- |
| 2000/01  | ADO Den Haag | Eerste Divisie | 3     | 0    |
| 2001/02  | ADO Den Haag | Eerste Divisie | 28    | 7    |
| 2002/03  | ADO Den Haag | Eerste Divisie | 24    | 9    |
| 2003/04  | ADO Den Haag | Eredivisie     | 28    | 4    |
| 2004/05  | Feyenoord    | Eredivisie     | 30    | 10   |
| 2005/06  | Feyenoord    | Eredivisie     | 23    | 9    |
| 2006/07  | Feyenoord    | Eredivisie     | 12    | 1    |
| 2007/08  | Amburgo      | Bundesliga     | 13    | 0    |
| 2008/09  | Amburgo      | Bundesliga     | 0     | 0    |
| Totale   | Totale       | Totale         | 161   | 40   |

### Cronologia presenze e reti in nazionale
| Cronologia completa delle presenze e delle reti in nazionale ― Paesi Bassi | Cronologia completa delle presenze e delle reti in nazionale ― Paesi Bassi | Cronologia completa delle presenze e delle reti in nazionale ― Paesi Bassi | Cronologia completa delle presenze e delle reti in nazionale ― Paesi Bassi | Cronologia completa delle presenze e delle reti in nazionale ― Paesi Bassi | Cronologia completa delle presenze e delle reti in nazionale ― Paesi Bassi | Cronologia completa delle presenze e delle reti in nazionale ― Paesi Bassi | Cronologia completa delle presenze e delle reti in nazionale ― Paesi Bassi |
| Data                                                                       | Città                                                                      | In casa                                                                    | Risultato                                                                  | Ospiti                                                                     | Competizione                                                               | Reti                                                                       | Note                                                                       |
| -------------------------------------------------------------------------- | -------------------------------------------------------------------------- | -------------------------------------------------------------------------- | -------------------------------------------------------------------------- | -------------------------------------------------------------------------- | -------------------------------------------------------------------------- | -------------------------------------------------------------------------- | -------------------------------------------------------------------------- |
| 18-4-2004                                                                  | Stoccolma                                                                  | Svezia                                                                     | 2 – 2                                                                      | Paesi Bassi                                                                | Amichevole                                                                 | -                                                                          |                                                                            |
| 8-9-2004                                                                   | Amsterdam                                                                  | Paesi Bassi                                                                | 2 – 0                                                                      | Rep. Ceca                                                                  | Qual. Mondiali 2006                                                        | -                                                                          |                                                                            |
| 9-10-2004                                                                  | Skopje                                                                     | Macedonia                                                                  | 2 – 2                                                                      | Paesi Bassi                                                                | Qual. Mondiali 2006                                                        | -                                                                          |                                                                            |
| 13-10-2004                                                                 | Amsterdam                                                                  | Paesi Bassi                                                                | 3 – 1                                                                      | Finlandia                                                                  | Qual. Mondiali 2006                                                        | -                                                                          |                                                                            |
| 9-2-2005                                                                   | Birmingham                                                                 | Inghilterra                                                                | 0 – 0                                                                      | Paesi Bassi                                                                | Amichevole                                                                 | -                                                                          |                                                                            |
| 26-3-2005                                                                  | Bucarest                                                                   | Romania                                                                    | 0 – 2                                                                      | Paesi Bassi                                                                | Qual. Mondiali 2006                                                        | -                                                                          |                                                                            |
| 30-3-2005                                                                  | Eindhoven                                                                  | Paesi Bassi                                                                | 2 – 0                                                                      | Armenia                                                                    | Qual. Mondiali 2006                                                        | 1                                                                          |                                                                            |
| 12-11-2005                                                                 | Amsterdam                                                                  | Paesi Bassi                                                                | 1 – 3                                                                      | Italia                                                                     | Amichevole                                                                 | -                                                                          |                                                                            |
| 2-6-2007                                                                   | Seul                                                                       | Corea del Sud                                                              | 0 – 2                                                                      | Paesi Bassi                                                                | Amichevole                                                                 | -                                                                          |                                                                            |
| 6-6-2007                                                                   | Bangkok                                                                    | Thailandia                                                                 | 1 – 3                                                                      | Paesi Bassi                                                                | Amichevole                                                                 | -                                                                          |                                                                            |
| Totale                                                                     |                                                                            | Presenze                                                                   | 10                                                                         |                                                                            | Reti                                                                       | 1                                                                          |                                                                            |

## Palmarès

### Club

#### Competizioni nazionali
- Eerste Divisie: 1

ADO Den Haag: 2002-2003
- Coppa della Corea del Sud: 1

Suwon Bluewings: 2016

#### Competizioni internazionali
- Coppa Intertoto UEFA: 1

Amburgo: 2007